# Aargau kanton
Aargau (franciául Argovie) kanton Svájc északi részén, a Jura-hegység vidékén. Svájc 16. kantonja. Lakosainak száma 2005-ben 573 654 volt. A lakosság 85,6%-a német, 7,4%-a olasz; 47,2%-a protestáns, 46,5%-a katolikus vallású.

## Fekvése
Északon Németország és Bázel vidék, nyugaton Solothurn és Bern, délen Luzern, keleten Zürich és Zug kantonok határolják. Területe 1404 km². Székhelye: Aarau.

## Földrajz
Nagyobb része a svájci fennsíkhoz tartozik, de a Jura vidékre is kiterjed, melyet az Aare nyugati (Frickthal) és keleti (Badeni grófság) részre oszt. A lapályos vidéket apró, az Aareba siető folyók szeldelik darabokra (Unteraargau).

## Történelem
Az i. e. 1. században helvétek telepedtek le itt. Az i. sz. 1. században Vindonissa központtal római légiók állomásoztak a területen. Az alemannok az 5. században szállták meg, a 6. századtól a Frank Birodalom része lett.
Aargau eredetileg ős alemann grófság volt, mely a Lenzburg grófi ház kihalása után 1173-ban a Habsburgok kezére jutott, míg a szövetséges kantonok (Bern, Solothurn, Luzern) 1415-ben Luxemburgi Zsigmond császár és a konstanzi zsinat biztatására Frigyes hercegtől elvették és saját birtokukba vették. Az 1798-as forradalom azonban neki is visszaadta függetlenségét.
Itt alakult meg a 18. század végén a Helvét Köztársaság. Napóleon döntésével pedig 1803-ban jött létre a kanton. 1831. április 15-én kapta demokratikus szervezetét. Azután vallásháború dúlt a kis kantonban, míg 1852. február 22-én az alkotmányrevízió a vallást is teljesen szabaddá tette. 1863-ban a zsidókat emancipálták.
A kanton 2003-ban ünnepelte 200. születésnapját.

## Gazdaság
A földművelés a főfoglalkozás; állattenyésztéséről és tejiparáról híres, továbbá szőlőt is termesztenek. Felhasználják a Rheinfelden, Ryburg és Kaiseraugstnál levő három jelentékeny sóbányát, dolgoznak a Würenlos-Mellingen stb. homokkőbányáiban, a Jurában az alabástromot értékesítik, a Bösbergből litográfia-követ aknáznak. A kanton iparilag is fejlett, főleg a precíziós műszerek, vas, acél és cement ágazatokban. A főbb ipari központok: Aarau, Brugg és Baden.
Svájc öt atomerőműve közül három ebben a kantonban található (Beznau I + II és Leibstadt). Ezen kívül, a sok folyó miatt több vízerőmű is található itt, ezért gyakran nevezik „energiakanton”-nak.
Népszerű idegenforgalmi célpontok festői tájai, ősi kastélyai és Bad Schinznach és Baden gyógyfürdői.

## Közigazgatás
11 kerületből és 50 járásból áll. Nagy tanácsát járásonként titkos szavazattal választják. A végrehajtó hatalom a 7 tagú kormánytanács kezében van, melynek elnöke a Landammann, helyettese a Landstatthalter. A nagy tanács választja, mint a 9 tagú főtörvényszéket is. A községek közigazgatását egy-egy községi tanács vezeti, melynek ammannját és 2-8 tagját a községi lakosság választja.